# Sally Hodge
Sally Hodge (* 31. Mai 1966 in Cardiff, Wales) ist eine ehemalige britische Radrennfahrerin mit Erfolgen auf Bahn und Straße. Sie wurde Weltmeisterin und gilt als walisisches Sport-Idol.
1987 und 1988 wurde Sally Hodge jeweils Zweite bei den Straßen-Meisterschaften von Großbritannien. Zweimal, 1988 in Seoul sowie 1992 in Barcelona, nahm Sally Hodge auch an Olympischen Spielen teil, jeweils in der Einer-Verfolgung auf der Bahn, jedoch ohne Medaillenerfolg. 1988 gewann sie bei den UCI-Bahn-Weltmeisterschaften in Gent das Punktefahren, das zum ersten Mal ausgetragen wurde. 1994 errang sie bei den Commonwealth Games im kanadischen Victoria die Bronzemedaille im Punktefahren.
Sally Hodge ist Mitglied des Cardiff Ajax Cycling Clubs und damit Klubkameradin von Weltmeisterin und Olympiasiegerin Nicole Cooke.